# Ministerstvo zdravotnictví České republiky
Ministerstvo zdravotnictví České republiky je ústředním orgánem státní správy na úseku zdravotní péče a ochrany veřejného zdraví.

## Zřízení
Ministerstvo bylo zřízeno zákonem č. 2/1969 Sb., o zřízení ministerstev a jiných ústředních orgánů státní správy České republiky (tehdy ČSR v rámci federace). Tento kompetenční zákon (ve znění pozdějších předpisů) vymezuje základní působnost ministerstva.

## Oblasti působnosti

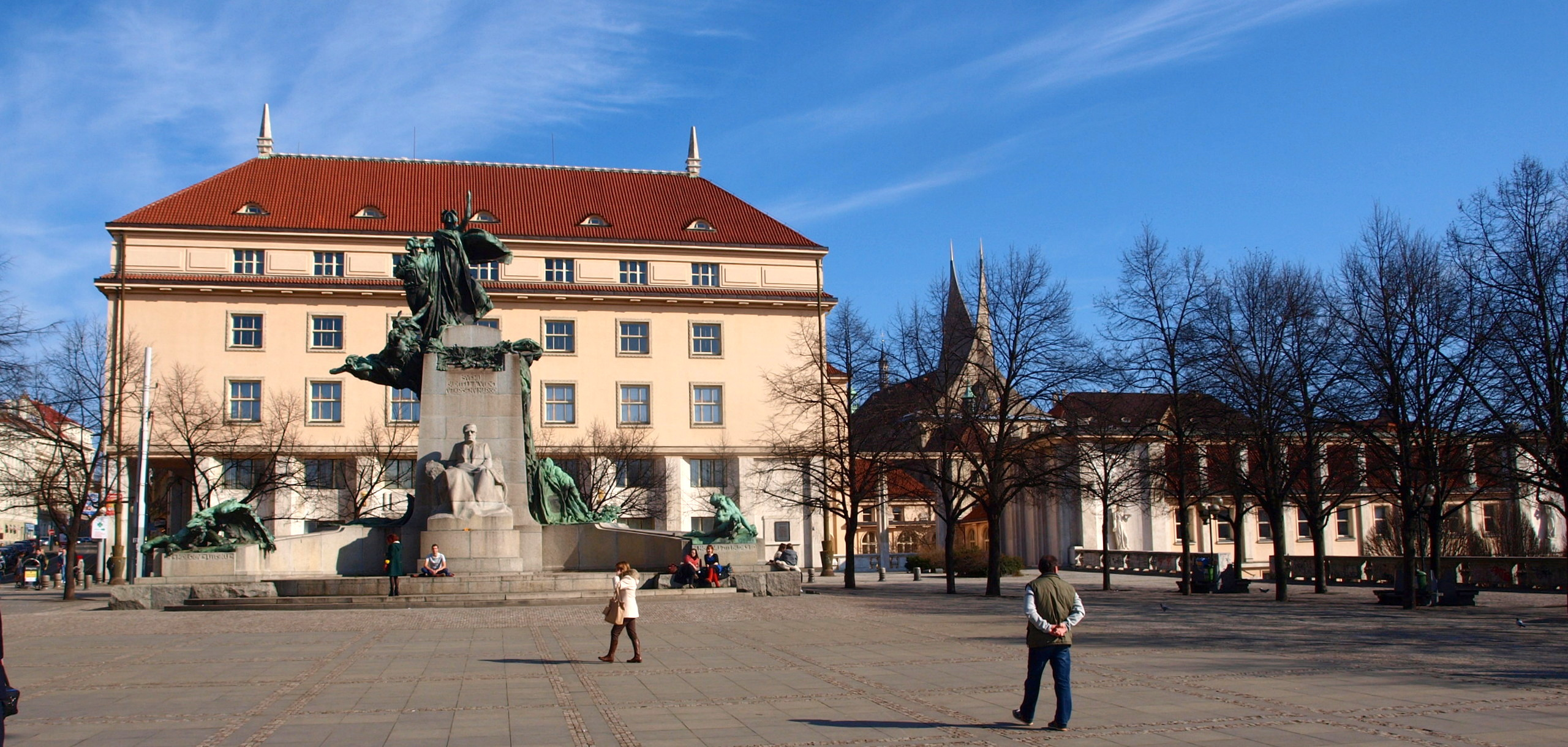
Palackého náměstí s Ministerstvem zdravotnictví, v pozadí Emauzský klášter

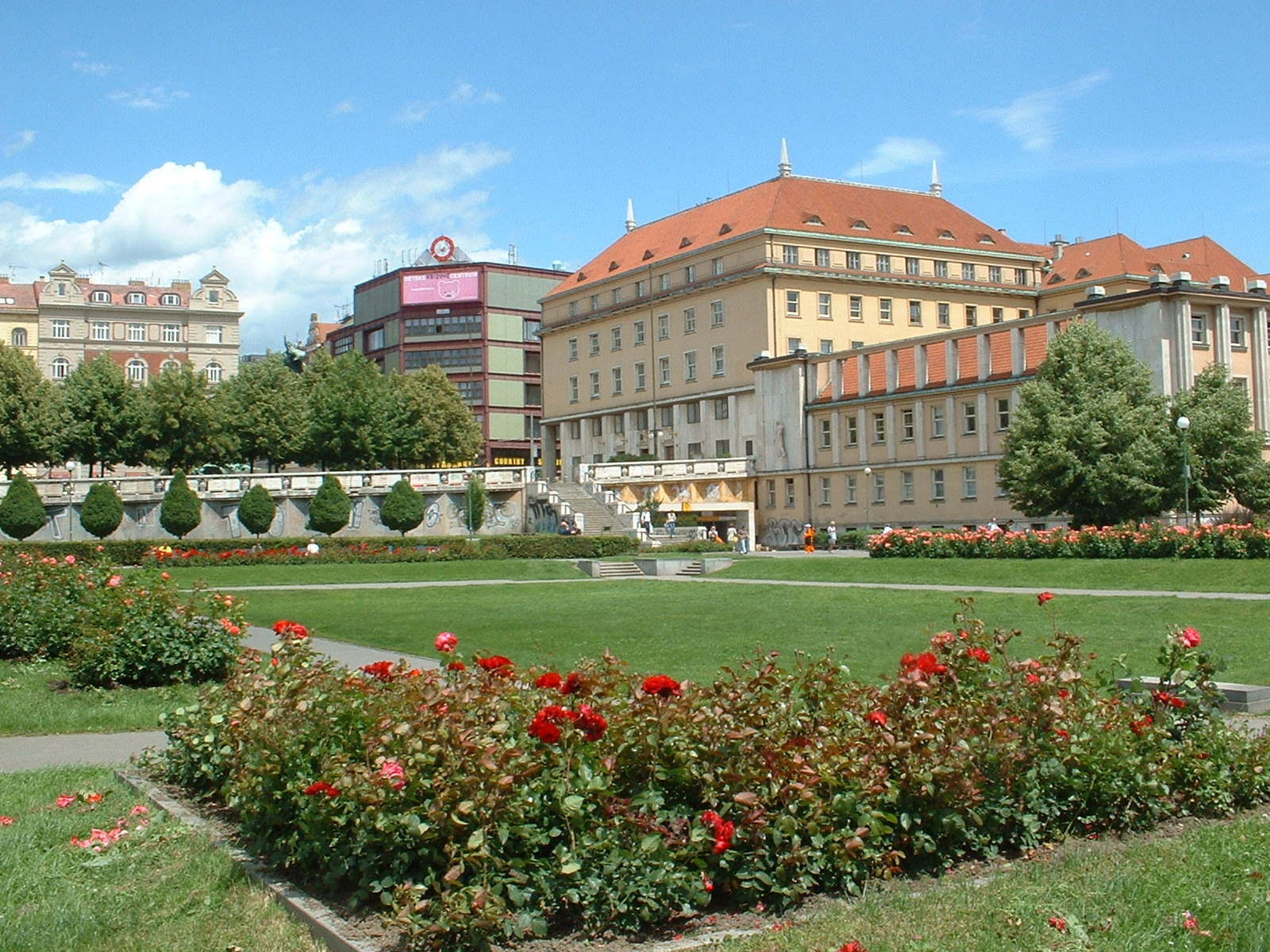
Budova Ministerstva zdravotnictví ČR na Palackého náměstí v Praze

Ministerstvo zdravotnictví je ústředním orgánem státní správy pro:
- zdravotní péči a ochranu veřejného zdraví
- zdravotnickou vědeckovýzkumnou činnost
- zacházení s návykovými látkami, přípravky, prekursory a pomocnými látkami
- vyhledávání, ochranu a využívání přírodních léčivých zdrojů, přírodních léčebných lázní a zdrojů přírodních minerálních vod
- léčiva a prostředky zdravotnické techniky pro prevenci, diagnostiku a léčení lidí
- zdravotní pojištění
- zdravotnický informační systém

Ministerstvo:
- přímo řídí některá zdravotnická zařízení
- řídí Český inspektorát lázní a zřídel, který je jeho součástí
- řídí Inspektorát omamných a psychotropních látek, který je jeho organizační součástí